# Hòa Long, Diên Biên
Hoà Long (tiếng Trung: 和龙市, Hán Việt: Hoà Long thị) là một huyện cấp thị (thành phố cấp huyện) của châu tự trị Diên Biên, tỉnh Cát Lâm, Trung Quốc. Thành phố này có diện tích 5069 km2, dân số 220.000 người, mã số bưu chính 133500. Thành phố Hòa Long được chia ra 4 nhai đạo, 10 trấn, 5 hương.

## Khí hậu
| Dữ liệu khí hậu của Hòa Long             | Dữ liệu khí hậu của Hòa Long | Dữ liệu khí hậu của Hòa Long | Dữ liệu khí hậu của Hòa Long | Dữ liệu khí hậu của Hòa Long | Dữ liệu khí hậu của Hòa Long | Dữ liệu khí hậu của Hòa Long | Dữ liệu khí hậu của Hòa Long | Dữ liệu khí hậu của Hòa Long | Dữ liệu khí hậu của Hòa Long | Dữ liệu khí hậu của Hòa Long | Dữ liệu khí hậu của Hòa Long | Dữ liệu khí hậu của Hòa Long | Dữ liệu khí hậu của Hòa Long |
| Tháng                                    | 1                            | 2                            | 3                            | 4                            | 5                            | 6                            | 7                            | 8                            | 9                            | 10                           | 11                           | 12                           | Năm                          |
| ---------------------------------------- | ---------------------------- | ---------------------------- | ---------------------------- | ---------------------------- | ---------------------------- | ---------------------------- | ---------------------------- | ---------------------------- | ---------------------------- | ---------------------------- | ---------------------------- | ---------------------------- | ---------------------------- |
| Cao kỉ lục °C (°F)                       | 10.7 (51.3)                  | 16.5 (61.7)                  | 22.3 (72.1)                  | 31.4 (88.5)                  | 32.7 (90.9)                  | 35.7 (96.3)                  | 36.2 (97.2)                  | 35.9 (96.6)                  | 32.6 (90.7)                  | 29.5 (85.1)                  | 23.4 (74.1)                  | 14.0 (57.2)                  | 36.2 (97.2)                  |
| Trung bình ngày tối đa °C (°F)           | −6.3 (20.7)                  | −2.1 (28.2)                  | 4.5 (40.1)                   | 14.3 (57.7)                  | 20.4 (68.7)                  | 23.6 (74.5)                  | 25.8 (78.4)                  | 25.9 (78.6)                  | 21.1 (70.0)                  | 14.2 (57.6)                  | 3.9 (39.0)                   | −3.6 (25.5)                  | 11.8 (53.3)                  |
| Trung bình ngày °C (°F)                  | −12.6 (9.3)                  | −8.5 (16.7)                  | −1.7 (28.9)                  | 7.3 (45.1)                   | 13.4 (56.1)                  | 17.6 (63.7)                  | 20.5 (68.9)                  | 20.3 (68.5)                  | 14.1 (57.4)                  | 7.1 (44.8)                   | −2.0 (28.4)                  | −9.7 (14.5)                  | 5.5 (41.9)                   |
| Tối thiểu trung bình ngày °C (°F)        | −17.9 (−0.2)                 | −14.2 (6.4)                  | −7.6 (18.3)                  | 0.7 (33.3)                   | 7.0 (44.6)                   | 12.2 (54.0)                  | 16.1 (61.0)                  | 15.6 (60.1)                  | 8.1 (46.6)                   | 0.8 (33.4)                   | −7.3 (18.9)                  | −14.8 (5.4)                  | −0.1 (31.8)                  |
| Thấp kỉ lục °C (°F)                      | −31.5 (−24.7)                | −27.4 (−17.3)                | −23.5 (−10.3)                | −10.6 (12.9)                 | −3.7 (25.3)                  | 4.2 (39.6)                   | 7.2 (45.0)                   | 5.1 (41.2)                   | −3.4 (25.9)                  | −12.4 (9.7)                  | −22.9 (−9.2)                 | −28.5 (−19.3)                | −31.5 (−24.7)                |
| Lượng Giáng thủy trung bình mm (inches)  | 4.5 (0.18)                   | 6.6 (0.26)                   | 11.3 (0.44)                  | 26.0 (1.02)                  | 60.7 (2.39)                  | 91.7 (3.61)                  | 141.8 (5.58)                 | 125.4 (4.94)                 | 61.1 (2.41)                  | 19.0 (0.75)                  | 12.3 (0.48)                  | 7.0 (0.28)                   | 567.4 (22.34)                |
| Số ngày giáng thủy trung bình (≥ 0.1 mm) | 3.2                          | 4.0                          | 6.5                          | 8.5                          | 14.6                         | 15.5                         | 15.8                         | 15.3                         | 9.6                          | 6.2                          | 6.2                          | 4.4                          | 109.8                        |
| Số ngày tuyết rơi trung bình             | 6.6                          | 6.9                          | 9.1                          | 4.4                          | 0.2                          | 0                            | 0                            | 0                            | 0                            | 2                            | 7.8                          | 7.8                          | 44.8                         |
| Độ ẩm tương đối trung bình (%)           | 55                           | 50                           | 49                           | 49                           | 57                           | 72                           | 80                           | 81                           | 74                           | 57                           | 55                           | 55                           | 61                           |
| Số giờ nắng trung bình tháng             | 175.4                        | 182.8                        | 214.2                        | 203.1                        | 210.0                        | 191.1                        | 180.3                        | 191.2                        | 206.3                        | 201.2                        | 159.7                        | 153.4                        | 2.268,7                      |
| Phần trăm nắng có thể                    | 60                           | 61                           | 58                           | 51                           | 46                           | 42                           | 39                           | 45                           | 56                           | 59                           | 55                           | 55                           | 52                           |
| Nguồn:                                   |                              |                              |                              |                              |                              |                              |                              |                              |                              |                              |                              |                              |                              |